# Inga Miķelsone-Leimane
Inga Miķelsone-Leimane (* 7. März 1991) ist eine lettische Leichtathletin, die im Kugelstoßen sowie im Diskuswurf an den Start geht.

## Sportliche Laufbahn
Erste internationale Erfahrungen sammelte Inga Miķelsone-Leimane im Jahr 2007, als sie bei den Jugendweltmeisterschaften in Ostrava mit einer Weite von 11,96 m in der Qualifikation ausschied. 2011 nahm sie im Diskuswurf an der Sommer-Universiade in Shenzhen teil und belegte dort mit 45,37 m Rang zwölf. Im Jahr darauf schied sie dann bei den U23-Europameisterschaften in Tampere mit 45,36 m in der Qualifikation aus. 2015 startete sie erneut bei den Studentenweltspielen in Gwangju, verfehlte diesmal aber mit 47,04 m den Finaleinzug.
2013 wurde Miķelsone-Leimane lettische Meisterin im Kugelstoßen im Freien sowie 2013, 2014 und 2016 auch in der Halle. Zudem siegte sie 2020 im Diskuswurf.

## Persönliche Bestleistungen
- Kugelstoßen: 14,30 m, 11. Juni 2016 in Valmiera
  - Kugelstoßen (Halle): 14,20 m, 27. Februar 2016 in Kuldīga
- Diskuswurf: 52,10 m, 11. Juni 2015 in Aizkraukle